# Status quo
Statu quo é um latinismo que significa "no estado das coisas". Trata-se de uma redução da frase in statu quo res erant ante bellu, que significa  "no estado em que as coisas se encontravam antes da guerra". Essa redução passou a ser usada também na forma status quo, menos aceita pelos lexicógrafos, para significar "o [presente] estado das coisas".
A expressão é desconhecida em textos latinos antigos e foi usada inicialmente na linguagem diplomática, já na Modernidade, como uma redução de in statu quo res erant ante bellum ("no estado em que as coisas estavam antes da guerra") ou in status quo ante bellum ("no estado existente antes da guerra"). Posteriormente, a expressão passou a ser empregada para designar o estado em que algo se encontra no presente ou, genericamente, o presente estado das coisas, como em "manter o statu quo", "defender o statu quo", "mudar o statu quo" ou "considerando o statu quo".

## Nota
Statu quo tem o substantivo e o pronome no caso ablativo; status quo tem o substantivo no caso nominativo, e o pronome no ablativo. Ambas são perfeitamente corretas em latim, dependendo do que se queira dizer. Em latim, ocorrem ainda as sequências statum quo (substantivo no acusativo) e statui quo (substantivo no dativo). O genitivo e o vocativo são idênticos ao nominativo. A expressão original era in statu quo res erant ante bellum e incluía dois ablativos porque o primeiro era exigido pela preposição in, e o segundo resultava da idêntica função de localização espacial na oração subordinada, que, em português, se mostra pela repetição da preposição "em": "no" estado "em" que as coisas estavam antes da guerra.
A adoção preferencial das fórmulas reduzidas statu quo ou status quo  varia de país para país. Há divergência  quanto a  usar a expressão no ablativo (tal como na frase original) ou no nominativo (adaptada ao contexto de uso, tal como ocorre em alguns outros empréstimos do latim). A favor do uso do nominativo (status quo), pode-se argumentar que a fórmula reduzida não inclui a preposição in, que, em latim, exigiria o ablativo; além disso, a expressão pode ser sujeito da oração (o que, em latim, requereria o uso do nominativo) ou ter outra função sintática diferente de complemento circunstancial.
A forma ablativa statu quo é mais frequente em espanhol, e francês. Já em inglês, a forma nominativa status quo é a preferencial. Em italiano, ambas as formas são dicionarizadas, sendo que o uso de status quo ocorre especialmente quando a expressão não é precedida pela preposição "em".
Em português, statu quo conta com o apoio da maioria dos dicionaristas brasileiros e portugueses, embora status quo seja a forma de uso corrente.